# ザーサイ指数

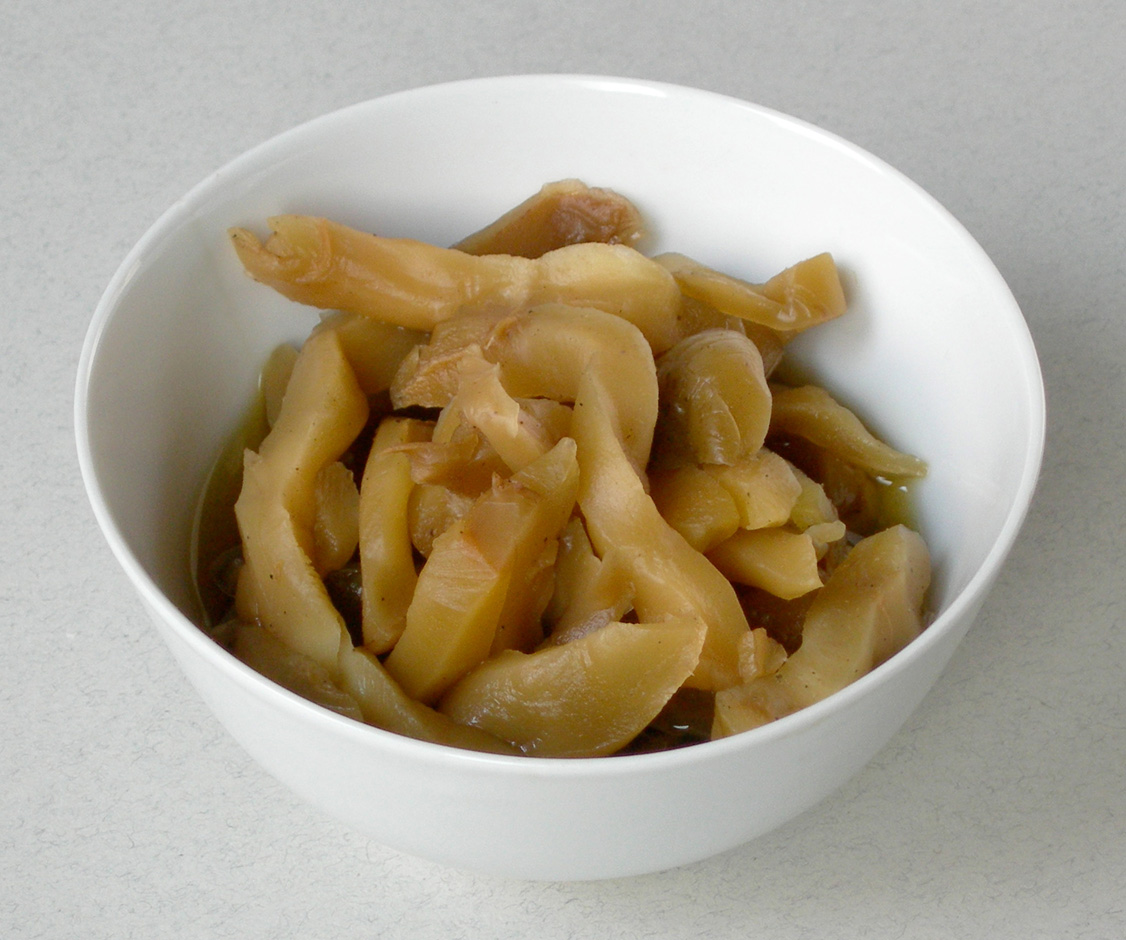
ザーサイ

ザーサイ指数（中国語: 榨菜指数）とは、中華人民共和国の経済の指標である。

## 概要
ザーサイの消費量の増減を土地ごとに調べ、それをもとに出稼ぎ労働者の移動をはじめとする人口移動を推定し、景気情勢の判断材料とする。経済観察報によれば、ザーサイ指数は中国国家発展改革委員会のある官僚により発見されたものである。発表直後は大いに議論が巻き起こり、「科学的ではない」と否定する意見もあった。

### 具体例
例えばザーサイの大手メーカー涪陵搾菜集団は、広東省における同社のザーサイのシェアが過去8年間で縮小していて、華中・中原・西北の2011年の売上高は前年比145〜157%だったのに対し、華南地域では101.28%だった、と発表している。この指数は、中華人民共和国東部にあった企業が中西部へ移転し雇用機会が拡大、それに伴い東部にいた出稼ぎ労働者も中国中西部へ移るようになった、という傾向と重なっている。さらに国家統計局 (zh) が2013年5月に発表した「2012年中国農民工調査観測報告」ともまた、この指数は合致している。

## なぜザーサイか
農村出身の出稼ぎ労働者は農民工と呼ばれており、そのほとんどが2015年末の時点で建設業か製造業に従事している。彼らは仕事がありさえすればその土地へ移り住む。中華人民共和国では、戸籍が置いてある地域以外に移り住む際に暫定居住証を申請する義務があるが、本人に長居する予定がない場合には申請がなされないことが多い。このため、公的に把握される人口と実態との間に乖離が生じる。ところが、中国人は収入の多寡に関わらずザーサイを好んで食べるうえ、中華人民共和国内のスーパーマーケットではザーサイが安価で買える。よって、ある土地のザーサイ消費量の増減はそのまま、ある土地の人口の増減も示唆することになるのである。
産経新聞社の矢板明夫は、中華人民共和国では地域の経済成長がその地域の指導者の能力評価にそのまま直結するため、経済指標を水増しして中央に報告することが一般的である、しかしザーサイメーカーがザーサイの売り上げを水増しすると税金まで増えてしまうため、改竄されていない数字が発表される、と主張している。